# Pygaulus
Pygaulus is een geslacht van uitgestorven zee-egels, en het typegeslacht van de familie Pygaulidae. Vertegenwoordigers van dit geslacht zijn slechts als fossiel bekend.